# Rudy Larriva
Rudolph "Rudy" Larriva (12 février 1916, El Paso, Texas et mort le 19 février 2010) était un animateur et réalisateur américain actif des années 1940 à 1980.
Il a travaillé pour de nombreux studios dont Format Films, Filmation, Walt Disney Productions, Warner Bros. Cartoons et UPA. Au sein de ces studios il a travaillé entre autres sur les séries Looney Tunes & Merrie Melodies, Mélodie du Sud, Mister Magoo, Gerald McBoing Boing, Fangface (en) et Alvin et les Chipmunks.
Il a été le réalisateur des animations des génériques de la série La Quatrième Dimension en 1959-1960.

## Biographie
Le 25 février 1946, il est engagé par les studios Disney mais part dès le 28 mai 1948.

## Filmographie

### Comme Animateur
- 1941 : Le Lapin d'Elmer (Elmer's Pet Rabbit)
- 1941 : Porky's Ant
- 1942 : Porky's Cafe
- 1942 : My Favorite Duck
- 1943 : Un chat bien né (The Aristo-Cat)
- 1946 : Mélodie du Sud
- 1948 : Mélodie Cocktail
- 1951 : Gerald McBoing-Boing
- 1972-1973 : The Brady Kids
- 1972-1973 : Lassie
- 1973 : Mission Magic
- 1975 : Waldo Kitty
- 1976 : Tarzan, seigneur de la jungle
- 1977 : Les Nouvelles Aventures de Batman

### Comme réalisateur
- 1961 : The Alvin Show
- 1965 : Ô rage, ô désespoir ! (Run, Run, Sweet Road Runner)
- 1965 : Du goudron et des plumes (Tired and Feathered)
- 1965 : Chasse au Bip-Bip, mode d'emploi (Boulder Wham!)
- 1965 : Le vol du Coyote (Just Plane Beep)
- 1965 : Qui a peur de Vil Coyote (Hairied and Hurried)
- 1965 : Le Coyote aux trousses (Highway Runnery)
- 1965 : Vil Coyote contre-attaque (Chaser on the Rocks)
- 1966 : D'un air féroce (Shot and Bothered)
- 1966 : Encore et encore raté (Out and Out Rout)
- 1966 : Le Robot (The Solid Tin Coyote)
- 1966 : Vive la vente par correspondance (Clippety Clobbered)
- 1967 : Bienvenue au club (Quacker Tracker)
- 1967 : The Music Mice-Tro
- 1967 : Pour quelques fromages de plus (The Spy Swatter)
- 1978 : Fangface
- 1980-1981 : Arok le barbare (21 épisodes)
- 1982 : Les Voyages fantomatiques de Scoubidou
- 1983 : Alvin et les Chipmunks (13 épisodes)
- 1983-1985 : Mister T. (30 épisodes)